# Rohullah Nikpai
Rohullah Nikpai (Kabul, 15 giugno 1987) è un taekwondoka afghano.
È stato il primo vincitore di una medaglia olimpica nella storia del suo paese.

## Biografia
Ha partecipato alle Olimpiadi di Pechino 2008 gareggiando nei pesi mosca. Conquistando la medaglia di bronzo, si è aggiudicato la prima medaglia dell'Afghanistan ai Giochi olimpici. Si è ripresentato ai Giochi di Londra 2012, questa volta nei pesi piuma, riuscendo a riconfermarsi sul podio olimpico con un altro terzo posto.